# Grand Promenade
Grand Promenade (en chino tradicional, 嘉亨灣) es un complejo de rascacielos situado en el distrito Sai Wan Ho de Hong Kong. El complejo consiste en cinco torres. Las torres 2, 3 y 5 están intercomunicadas y catalogadas como un solo rascacielos por la página web de rascacielos Emporis, fueron construidas en 2005 y cada una tiene 63 plantas y 219 metros (719 pies). Las torres 1 y 6 también fueron construidas en 2005, y contienen 63 plantas con una altura de 213 metros (699 pies). El complejo entero,conocido también como Sai Wan Ho Harbour Plaza, fue promovido por Henderson Land Development y The Hongkong and Yaumati Ferry Co Ltd. El edificio está compuesto íntegramente de unidades residenciales, y contiene 2.020 apartmentos.

## Edificios del complejo
| Posición | Nombre              | Nombre chino     | Altura (m) | Altura (ft) | Plantas |
| -------- | ------------------- | ---------------- | ---------- | ----------- | ------- |
| 1        | Grand Promenade 2—5 | 嘉亨灣第二至五座 | 219        | 718         | 66      |
| 2=       | Grand Promenade 1   | 嘉亨灣第一座     | 213        | 700         | 63      |
| 2=       | Grand Promenade 6   | 嘉亨灣第六座     | 213        | 700         | 63      |